# ガストン・マスペロ
ガストン・カミーユ・シャルル・マスペロ（Gaston Camile Charles Maspero , 1846年6月23日 - 1916年6月30日）は、フランスの考古学者。

## 経歴
ロンバルディアから移住した先祖を持ち、パリで生まれた。息子は中国学者のアンリ・マスペロ。1869年から高等研究実習院でエジプト語を講義し、1874年にはコレージュ・ド・フランスでシャンポリオンの後継の地位に就いた。1880年にエジプトへ派遣され、オギュスト・マリエットの後を継いでエジプト考古学庁の最高責任者となった。また、政府の委託でカイロ考古学研究所を設立したことでも知られる。カイロ博物館の第2代館長でもあった。

## 参考資料
- http://www.moonover.jp/bekkan/people/index.htm